# Preny
Preny (lit. Prienai) – miasto na Litwie, położone w okręgu kowieńskim, 39 km od Kowna, 40 km od Mariampola.

## Historia
W XVI wieku Preny były starostwem, które w 1644 król Władysław IV Waza nadał Gotardowi Butlerowi, towarzyszowi niewoli francuskiej Jana Kazimierza w latach 1638–1640. Butler na wzgórzu wzniósł zamek przypominający zamek francuski w Citeron, gdzie byli więzieni. Rodzina Butlerów miała te dobra do 1773 roku, kiedy to przeszły w ręce Sapiehów, którzy mieli je do 1857. Następnie stały się własnością rządową.
Podczas okupacji hitlerowskiej, 14 sierpnia 1941 roku Niemcy utworzyli getto dla żydowskich mieszkańców. Przebywało w nim około 1200 osób. Już 14 sierpnia 1941 roku Niemcy zlikwidowali getto, a Żydów zamordowano w getcie. Sprawcami zbrodni były litewskie służby bezpieczeństwa. 

## Zabytki
- Ślady zamku. Zamek Butlera zniszczyli Szwedzi w 1701. Pozostały po nim fundamenty, wały i fosy.
- Papiernia z napędem wodnym z 1785 założona przez Kazimierza Sapiehę, jedna z największych w Królestwie Polskim. Później należała do Szulców. Zakład działał do I wojny światowej.
- Kościół Objawienia Pańskiego, drewniany, barokowy z 1750, przebudowany w 1875 z cennym wyposażeniem wnętrza. W pobliżu XVIII-wieczna murowana kaplica grobowa Szuksztów[3].

## Gospodarka
W mieście rozwinął się przemysł spożywczy, drzewny oraz lekki.

## Współpraca
Miejscowości partnerskie:
- Asikkala, Finlandia
- Houffalize, Belgia
- Lubań, Polska
- Niederanven, Luksemburg
- Talsi, Łotwa